# 魏玄
魏 玄（ぎ げん、生没年不詳）は、西魏・北周の軍人。字は僧智。本貫は任城郡。

## 経歴
魏承祖の子として生まれた。531年（普泰元年）、奉朝請に任じられた。たびたび従軍して梁軍と交戦した。532年（永熙元年）、征虜将軍・中散大夫の位を受けた。534年（永熙3年）、孝武帝が西遷し、東魏が鄴に遷都すると、魏玄は郷里の兵を集めて関南で東魏に抵抗した。韋祐の下で関口で東魏の高昂と戦った。537年（大統3年）独孤信が洛陽に入ると、行台の楊琚の下で馬渚を守備した。東魏との戦いに参戦すること十数回、そのすべてで功績を挙げた。
543年（大統9年）の邙山の戦いにおいて、西魏軍は敗北し、宜陽・洛州は東魏の手に落ちた。魏玄の母と弟はそろって宜陽にあったが、魏玄は親族を捨てて関南の守備にもどった。洛陽県令に任じられ、広宗県子に封じられた。547年（大統13年）、開府の李義孫とともに伏流城を攻め落とし、また孔城を落として、李義孫とともに孔城に駐屯した。まもなく伏流に移鎮した。548年（大統14年）、帥都督・東平郡太守に任じられた。河南郡太守に転じ、大都督を加えられた。550年（大統16年）、洛安郡の民の雍方雋が郡外に拠って反乱を起こし、行台を号して郡県を攻略した。魏玄は弘農・九曲・孔城・伏流の4城の兵を率いて反乱軍を討ち、これを鎮圧した。555年（恭帝2年）、車騎大将軍・儀同三司の位を受けた。
557年（孝閔帝元年）、北周が建国されると、爵位は伯に進んだ。561年（保定元年）、蛮谷に移鎮した。564年（保定4年）、位を驃騎大将軍・開府儀同三司に進め、閻韓に移鎮した。尉遅迥に従って洛陽を包囲した。566年（天和元年）、陝州総管尉遅綱の命により、宇文能・趙幹ら500の兵を率い、鹿盧交の南で東魏の洛州刺史独孤永業を迎え撃った。独孤永業は2万人あまりを率いていたが、魏玄は5騎を率いて偵察に出たところ遭遇戦となり、数十人を殺傷して馬や武具を鹵獲した。独孤永業は撤退した。567年（天和2年）、爵位は侯に進んだ。白超防主に任じられた。568年（天和3年）、熊州刺史に転じた。569年（天和4年）、和州刺史・伏流防主に転じ、爵位は公に進んだ。570年（天和5年）、北斉の斛律光が大軍を率いて宜陽に来攻すると、魏玄は防戦にあたり、北斉軍の攻勢を撃退した。後に在官のまま病没した。

## 伝記資料
- 『周書』巻43 列伝第35
- 『北史』巻66 列伝第54